# شقران إسباني
بوشيني إسباني (الاسم العلمي: Puccinia hispanica) هو نوع من الفطريات يتبع جنس البوشيني من فصيلة البوشينية.